# ウェストン郡 (ワイオミング州)
座標: 北緯43度50分 西経104度33分 / 北緯43.833度 西経104.550度
ウェストン郡（英: Weston County）は、アメリカ合衆国のワイオミング州にある郡。人口は7,208人（2010年国勢調査）で、郡庁所在地はニューキャッスル（Newcastle）である。

## 歴史
ウェストン郡は1890年に設置された。

## 地理
アメリカ合衆国国勢調査局によると、この郡の総面積は6,216 km2 である。このうち6,210 km2 が陸地で、6 km2 が水域である。総面積の0.09%が水域となっている。

### 隣接する郡
- クルック郡（北）
- ローレンス郡 (サウスダコタ州)（北東）
- ペニントン郡 (サウスダコタ州)（東）
- カスター郡 (サウスダコタ州)（南東）
- ニオブララ郡（南）
- コンヴァース郡（南西）
- キャンベル郡（西）

## 人口動静

ウェストン郡の人口ピラミッド

2000年現在の国勢調査で、この郡は6,644人、2,624世帯、及び1,868家族が暮らしている。人口密度は1/km2 （3/mi2）で、1/km2 （1/mi2）の平均的な密度に3,231軒の住居が建っている。この郡の人種的構成は白人95.94%、アフリカン・アメリカン0.12%、先住民1.26%、アジア系0.20%、太平洋諸島系0.02%、その他の人種0.93%、及び混血1.54%で、人口の2.06%がヒスパニックまたはラテン系である。人口のうち33.0%がドイツ系、13.0%がイングランド系、8.9%がアイルランド系、7.2%がアメリカ系移民の子孫である。
2,624世帯のうち、31.10%は18歳未満の子供と暮らしており、60.40%は夫婦で生活している。7.30%は未婚の女性が世帯主であり、28.80%は家族以外の住人と同居している。25.00%は独身の居住者が住んでおり、11.50%は65歳以上で独居である。1世帯あたりの平均人数は2.42人であり、家庭の場合は2.88人である。
郡内の住民は24.10%が18歳未満の未成年、18歳以上24歳以下が7.40%、25歳以上44歳以下が26.30%、45歳以上64歳以下が26.70%、及び65歳以上が15.60%にわたっている。中央値年齢は41歳である。女性100人ごとに対して男性は103.10人いて、18歳以上の女性100人ごとに対して男性は103.80人いる。
この郡の世帯ごとの平均的な収入は32,348米ドルであり、家族ごとでは40,472米ドルである。男性の34,321米ドルに対して女性は18,640米ドルの平均的な収入がある。この郡の一人当たりの収入（per capita income）は17,366米ドルである。人口の9.90%及び家族の6.30%は貧困線以下である。18歳未満の11.30%及び65歳以上の13.60%は貧困線以下の生活を送っている。

## コミュニティー

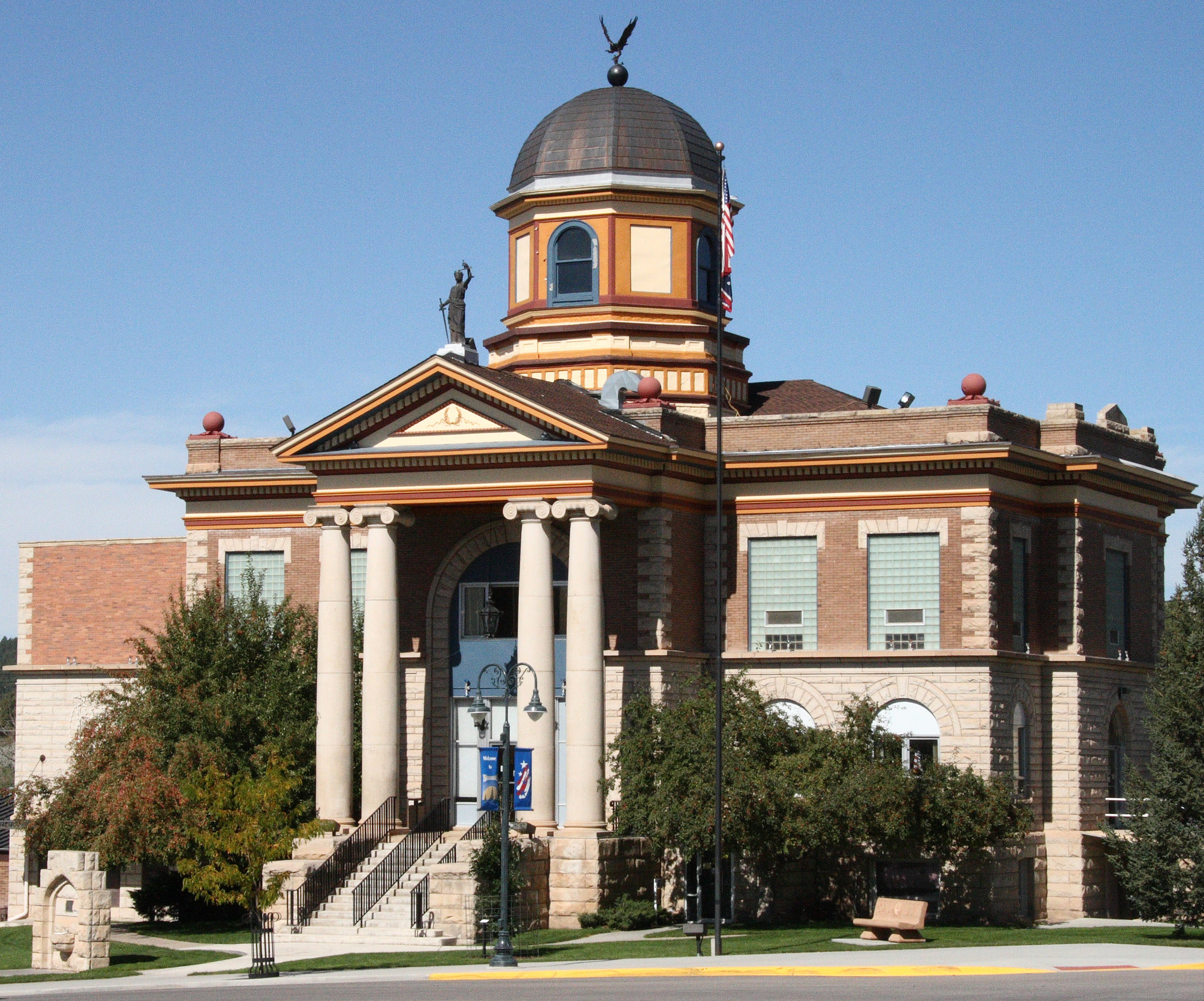
ニューキャッスルのウェストン郡庁舎

都市
- ニューキャッスル（英語版）（Newcastle）

町
- アプトン（en:Upton, Wyoming）

国勢調査指定地域
- ヒル・ビュー・ハイツ（en:Hill View Heights, Wyoming）
- オセージ（en:Osage, Wyoming）

その他
- フォー・コーナーズ（en:Four Corners, Wyoming）